# 安岡站
安岡站（日语：／ Kajikuri-Gōdaichi eki */?）是位於山口縣下關市安岡站前一丁目，西日本旅客鐵道（JR西日本）的山陰本線車站。

## 歷史
- 1914年（大正3年）4月22日 - 長州鐵道（日语：長州鉄道）車站啟用[1]。為客運與貨運車站。
- 1925年（大正14年）6月1日 - 長州鐵道線幡生以北路段國有化，為國有鐵道小串線車站[2]。
- 1933年（昭和8年）2月24日 - 小串線編入至山陰本線，成為山陰本線車站[3]。
- 1963年（昭和38年）2月1日 - 終止貨物起卸業務。
- 1987年（昭和62年）4月1日 - 伴隨國鐵分割民營化，車站由西日本旅客鐵道（JR西日本）營運。
- 1991年（平成3年）4月1日 - 由中國交通事業株式會社（現時：JR西日本廣島MAINTEC）（日语：JR西日本広島メンテック）負責車站業務，成為業務委託車站。
- 2005年（平成17年）4月1日 - 成為無人車站。

## 車站構造
車站是一座地面車站，設有2面2線的相對式月台。車站大樓位於上行月台側，月台之間設有跨線橋連接。車站大樓側設有舊貨物側線，該處停泊了維護路軌車輛。前貨運月台變成停泊單車場。
車站設有車站大樓，為無人車站（由下關地域鐵道部管理），設有自動售票機。

### 月台
| 月台 | 路線      | 上下行 | 方向                   |
| ---- | --------- | ------ | ---------------------- |
| 1    | ■山陰本線 | 上行   | 小串、瀧部、長門市方向 |
| 2    | ■山陰本線 | 下行   | 下關方向               |

## 使用狀況
以下為近年1日平均乘車人次列表：
| 乘車人次變化 | 乘車人次變化    |
| 年度         | 1日平均乘車人次 |
| ------------ | --------------- |
| 1999         | 1,319           |
| 2000         | 1,348           |
| 2001         | 1,234           |
| 2002         | 1,163           |
| 2003         | 1,175           |
| 2004         | 1,164           |
| 2005         | 1,066           |
| 2006         | 1,035           |
| 2007         | 1,038           |
| 2008         | 949             |
| 2009         | 886             |
| 2010         | 867             |
| 2011         | 858             |
| 2012         | 817             |
| 2013         | 797             |
| 2014         | 744             |
| 2015         | 782             |
| 2016         | 797             |
| 2017         | 782             |
| 2018         | 783             |

## 車站周邊
- 下關市政廳安岡分所
- 安岡郵局
- 下関富任郵局
- 山口銀行安岡分店
- 西中國信用金庫（日语：西中国信用金庫）安岡分店
- 山口縣立下關工科高等學校（日语：山口県立下関工業高等学校）
- 下關市立安岡中學
- 下關市立安岡小學
- 下關北運動公園 - 下關球場（日语：下関球場）、縣立下關武道館 （页面存档备份，存于）
- Arc（日语：丸久）安岡店
- Space create自遊空間（日语：ランシステム）下關店
- 國道191號（日语：国道191号）

## 相鄰車站
西日本旅客鐵道
■山陰本線
福江－安岡－梶栗鄉台地

## 注腳
1. 1 2  「通運」『官報』1914年4月28日（國立國會圖書館數碼化收藏）
2. ↑  「鉄道省告示第81号」『官報』1925年5月26日（國立國會圖書館數碼化收藏）
3. ↑  「鉄道省告示第42号」『官報』1933年2月18日（國立國會圖書館數碼化收藏）
4. ↑  山口縣統計年鑑

## 外部連結
- 安岡｜車站資訊：JR出門網 - 西日本旅客鐵道